# NGC 7580
NGC 7580 је спирална галаксија у сазвежђу Пегаз која се налази на NGC листи објеката дубоког неба.
Деклинација објекта је + 14° 0' 5" а ректасцензија 23h 17m 36,6s. Привидна величина (магнитуда) објекта NGC 7580 износи 13,4 а фотографска магнитуда 14,3. NGC 7580 је још познат и под ознакама UGC 12481, MCG 2-59-19, MK 318, IRAS 23150+1343, CGCG 431-34, KUG 2315+137, PGC 70962.